# Бороздін Андрій Михайлович
Бороздін Андрій Михайлович (нар.1765-пом.8 грудня 1838) — генерал-лейтенант, сенатор, цивільний Таврійський губернатор Російської імперії, нащадок однієї з гілок старовинного руського дворянського роду з Волині Бороздіних.

## Родина
Батько Михайло Савич Бороздін (нар.1740-пом.21 січня 1796) — генерал-поручик при імператорах Єлизаветі, Петрі III і Катерині II. Брав участь у багатьох походах, був сенатором.
Мати Анастасія Андріївна Крекшина — походила з руського дворянського роду, що бере свій початок з XVII століття.
- Дружина Софія Левівна (нар.1767), рідна сестра декабриста Давидова, володіла селом Вербівка, у 1853 році зазначена у сповідальному розписі Церкви Святого Миколая, міста Златопіль у віці 85 років[1].
  - Син Бороздін Лев Андрійович. Спадкоємець батьківського маєтку Телепине, майор, у відставці, Голова дворянства Чигиринського повіту з 1840 року. Отримавши від матері село Вербівка, продав його Олені Стааль.
  - Донька Бороздіна Марія Андріївна(пом.1849, в першому шлюбі Поджіо, у другому — Гагаріна) — дружина декабриста Поджіо та князя Олександра Івановича Гагаріна(нар.1801—пом.1857).
  - Донька Бороздіна Катерина Андріївна(в шлюбі Ліхарєва) — дружина декабриста Володимира Ліхарєва.

## Біографія
Закінчив Кембриджський університет.
У 1773 р. він був призначений в лейб-гвардії Семенівський полк каптенармусом, в 1784 році був підвищений у прапорщики; в 1789 і 1791 роках зі своїм полком брав участь у двох кампаніях проти шведів, в 1796 році отримав чин полковника, залишаючись у тому ж полку .
У 1798 році Бороздін вийшов з гвардії з підвищенням в генерал-майори і з призначенням шефом троїцького мушкетерського полку, а 5 лютого 1800 року підвищений в генерал-лейтенанти . 28 жовтня 1804 року був звільнений від військової служби за проханням і з мундиром. Одружився з Софією Левівною Давидовою, єдиноутробною сестрою М. М. Раєвського. Теща Катерина Миколаївна Давидова (до шлюбу Самойлова) по матері була небогою князя Потьомкіна і наділила зятеві землю в маєтку Телепине.
Під час війни з французами в 1806 році Бороздін служив в київській міліції, в Чигиринському повіті, повітовим начальником, під командою князя Прозоровського, а потім перейшов у цивільну службу з військовим чином і Найвищим указом 2 листопада 1807 року призначений Таврійським цивільним губернатором.
12 березня 1809 року Бороздін був нагороджений орденом св. Анни 1 ступеня. Найвищим указом 20 лютого 1812 року, наказано йому бути присутнім в Урядовому Сенаті, із залишенням при займаній ним посаді губернатора.
З початком франко-російської війни в 1812 році, Бороздін просив у царя дозволу відправитися в армію, на що і отримав дозвіл, але залишений був у Криму, внаслідок виникнення там чуми, що поширилася більш ніж в 50-ти селах; отримавши тоді начальство над усіма сухопутними військами на Кримському півострові, Бороздін діяв з ретельністю і розпорядливістю, так що зараза не тільки не поширилася за межі Кримського півострова, але навіть зупинена та припинена була в тих місцях, де вже проявилася; найголовніші міста і велика частина Криму були врятовані від чуми.
На півострові Бороздіним були придбані маєтки Сабла(у 1802 році і сюди були переведені 90 сімей з Київської губернії) і Кючюк-Ламбат(на території колишнього маєтку розташований побудований у 1902 році Палац княгині Гагаріної), що стали улюбленим місцем перебування російських та іноземних мандрівників по Криму. Окрім цього ним були засновані промисловість, садіаництво та виноградарство Криму.
20 липня 1816 року Бороздіну наказано бути присутнім в Урядовому Сенаті, зі звільненням з посади губернатора, а 29 серпня призначений в межовий департамент Сенату. Найвищим указом 2 листопада 1828 року Бороздін був звільнений від служби і помер у відставці.
За заповітом А. М. Бороздіна, тіло його, після смерті, було перевезено в Кючюк-Ламбат і поховано під церквою у склепі, на вершині мису Плака. Церква, побудована в 1812–1813 роках, в 20-их роках ХХ століття була спалена. Після смерті його доньки Марії, прах губернатора перевезли в його родовий маєток в Київську губернію в село Чубівка. Прах перепоховали на місці старої церкви у родинному склепі.